# Det förbjudna barnet
Det förbjudna barnet (originaltitel: Forbidden child) är en novell skriven av Leon Garfield under 1980-talet på engelska. Novellen ingår i novellsamlingen The Faber Book of Christmas Stories som gavs ut år 1984 av bokförlaget Faber & Faber. Novellen har översatts till flera språk. Första utgåvan på svenska utkom 1992, i översättning av Harriet Alfons, i novellsamlingen En jul när jag var liten. Den engelska utgåvan är illustrerad av Jill Bennett, den svenska utgåvan av Jens Ahlbom.

## Handling
I berättelsen får man följa en pojke i 10-12-årsåldern som berättar om de jular som han deltagit i under sina år. Nu är pojken vuxen och beskriver vad julen är för honom. I nästan hela berättelsen berättar mannen, ur sitt perspektiv, om en jul som han firade med dem han ogillade mest av alla, sin faster och farbror. Dessa två var aldrig riktigt trevliga och log aldrig. Det blev inte direkt bättre med de ständigt fördragna bläcksvarta gardinerna. Deras städerska, mrs Blowser, var utsliten och såg ut som en blek skugga i en blommig städrock.
Speciellt en jul skulle han aldrig glömma, med sin faster och farbror. De bor i Highbury New Park i England, i ett dystert mörkt hus. Hans faster och farbror hatade julen och förnekade dess existens. Pojken gjorde inte mycket i Highbury New Park, han bara längtade hem. Städerskan Mrs Blowser tog med pojken till ett julkalas när fastern och farbrodern var borta över dagen. Efter en lång dag med hopp och lek fick pojken en julklapp. Det var en tändsticksask med “Det Förbjudna Barnet” som pojken aldrig skulle glömma. Den hemska julen hade nu blivit en av de mest minnesvärda.

## Karaktärer
Huvudpersonen är en man vars namn inte nämns, som berättar om när han var ca 10 till 12 år. Han var en tankfull pojke med mycket funderingar i huvudet. Pojkens faster och farbror är dystra och arga, speciellt farbrodern som är en rytande man som pojken levde i skräck för. Fastern såg ut att vara snäll med sina små ögon och runda ansikte men hon var en sur bitter kvinna.
Mrs Blowser är till början en tyst och lugn kvinna som såg ut som någon som inte hade sovit på flera år. Hon pratade inte och såg pojken aldrig i ögonen. Men i slutet av berättelsen visar det sig att hon kunde trotsa fastern och farbrodern och tog med pojken till ett julkalas så att han i alla fall skulle få göra något kul den julen.

## Platser
Novellen utspelar sig mestadels i Highbury New Park i London i England, en småstad med radhus i långa rader och en större herrgård. I andra delen berättar huvudpersonen mest om andra platser där han varit under jularna.

## Böcker
- Leon Garfield (1984): Forbidden child. I: The Faber Book of Christmas Stories. Sara Corrin & Stephen Corrin: Faber & Faber. Illustrerad av Jill Bennett. ISBN 9780571133482
- Leon Garfield (översättare: Harriet Alfons, 1992): Det förbjudna barnet. I: En jul när jag var liten. Harriet Alfons & Margot Henrikson: Rabén & Sjögren: Stockholm. Illustrerad av Jens Ahlbom. ISBN 9129620597